# Ротондела (Матера)
Ротондела (итал. Rotondella) је насеље у Италији у округу Матера, региону Базиликата.
Према процени из 2011. у насељу је живело 1467 становника. Насеље се налази на надморској висини од 562 м.

## Географија
| Клима (Ротондела)        | Клима (Ротондела) | Клима (Ротондела) | Клима (Ротондела) | Клима (Ротондела) | Клима (Ротондела) | Клима (Ротондела) | Клима (Ротондела) | Клима (Ротондела) | Клима (Ротондела) | Клима (Ротондела) | Клима (Ротондела) | Клима (Ротондела) | Клима (Ротондела) |
| Показатељ \ Месец        | .Јан.             | .Феб.             | .Мар.             | .Апр.             | .Мај.             | .Јун.             | .Јул.             | .Авг.             | .Сеп.             | .Окт.             | .Нов.             | .Дец.             | .Год.             |
| ------------------------ | ----------------- | ----------------- | ----------------- | ----------------- | ----------------- | ----------------- | ----------------- | ----------------- | ----------------- | ----------------- | ----------------- | ----------------- | ----------------- |
| Средњи максимум, °C (°F) | 13,4 (56,1)       | 14,3 (57,7)       | 16,4 (61,5)       | 19,5 (67,1)       | 24,2 (75,6)       | 29,7 (85,5)       | 32,9 (91,2)       | 32,8 (91)         | 29,1 (84,4)       | 23,6 (74,5)       | 18,8 (65,8)       | 15,6 (60,1)       | 32,9 (91,2)       |
| Средњи минимум, °C (°F)  | 5,5 (41,9)        | 5,6 (42,1)        | 7,3 (45,1)        | 9,5 (49,1)        | 13,1 (55,6)       | 17,7 (63,9)       | 20,4 (68,7)       | 20,5 (68,9)       | 17,5 (63,5)       | 13,6 (56,5)       | 10,2 (50,4)       | 7,4 (45,3)        | 5,5 (41,9)        |
| [ тражи се извор ]       |                   |                   |                   |                   |                   |                   |                   |                   |                   |                   |                   |                   |                   |

## Становништво
| 1931. | 1936. | 1951. | 1961. | 1971. | 1981. | 1991. | 2001. | 2011. |
| ----- | ----- | ----- | ----- | ----- | ----- | ----- | ----- | ----- |
| 4.612 | 4.967 | 5.604 | 5.241 | 4.350 | 4.021 | 3.712 | 3.233 | 2.707 |